# 二重湳車站
二重湳車站（p. 529）位於台灣彰化縣埔心鄉，是員林線從員林站出發後的第二個車站，雖然員林線已經廢止，被綠化為員林台糖步道、埔心鄉自行車道、五分車鐵道和田寮台糖自行車步道，二重湳車站位於五分車鐵道的正中央，站房和鐵軌已拆除，僅保留月台。車站站址約位於現今彰53-1線與武英北路、仁和路路口，二重農會倉庫附近。

## 鄰近車站
- 廢止營運模式